# Râul Valea Cerbului, Prahova
Râul Valea Cerbului este un curs de apă, afluent al râului Prahova.

## Hărți
- Munții Bucegi  Arhivat în 28 mai 2008, la Wayback Machine.
- Harta Munții Bucegi
- Harta Munții Bucegi
- Harta județului Prahova